# بابلو غونزاليس (مونتير)
بابلو غونزاليس (بالإسبانية: Pablo González del Amo)‏ (و. 1927 – 2004 م) هو مونتير إسباني، ولد في مدريد، توفي في مدريد، عن عمر يناهز 77 عاماً.

## وصلات خارجية
- بابلو غونزاليس على موقع IMDb (الإنجليزية)
- بابلو غونزاليس على موقع قاعدة بيانات الفيلم (الإنجليزية)

- بابلو غونزاليس في قاعدة بيانات الأفلام على الإنترنت